# Vain Glory Opera
Vain Glory Opera третій студійний альбом павер-метал гурту Edguy, виданий в 1998 році. Він був зведений Тімо Толккі з гурту Stratovarius, який також зіграв на гітарі у пісні «Out Of Control». Також у записі альбому взяв участь вокаліст гурту Blind Guardian Хансі Кюрш (вокал і бек-вокал на «Out Of Control» і титульному треку). Додатковий хор був записаний Ральфом Здіарстеком і Норманом Мейріцом. Під час запису альбому Edguy ще не визначилися з барабанщиком після звільнення Домініка Шторха, тому партії ударних записав Франк Лінденталь, хороший друг гурту.

«Hymn» — це кавер-версія пісні з альбому Quartet (1982) британського new wave гурту Ultravox.

## Список композицій
Усю музику і тексти написав Тобіас Саммет, за виключенням зазначених
1. «Overture» — 1:31
2. «Until We Rise Again» — 4:28
3. «How Many Miles» (Edguy, Саммет) — 5:39
4. «Scarlet Rose» — 5:10
5. «Out of Control» (Edguy, Саммет) — 5:04
6. «Vain Glory Opera» — 6:08
7. «Fairytale» (Edguy, Саммет) — 5:11
8. «Walk on Fighting» (Edguy, Саммет) — 4:46
9. «Tomorrow» — 3:53
10. «No More Foolin'» (Edguy, Саммет) — 4:55
11. «Hymn» (Мідж Юр, Біллі Каррі, Кріс Кросс, Воррен Канн) — 4:53 (кавер Ultravox)
12. «But Here I Am» — 4:33 (Japanese edition бонус-трек)

## Учасники
- Тобіас Саммет — вокал, бас-гітара, клавішні
- Єнс Людвіг — гітара
- Дірк Зауер — гітара

Запрошені музиканти
- Франк Лінденталь — ударні
- Ральф Здіарстек, Норман Мейріц, Анді Аллендорфер — бек-вокал
- Хансі Кюрш — додатковий вокал на треках 5 і 6
- Тімо Толккі — гітарне соло на треку 5

Виробництво
- Енді Аллендорфер, Нільс Васко — виконавчі продюсери
- Norman Meiritz — звукорежисер
- Тімо Толккі — зведення
- Міка Юссіла — мастерінг на студії Finnvox Studios, Хельсінкі

## Примтіки
1. ↑  White, David. Interview: Edguy Vain Glory Opera review. Allmusic. Rovi Corporation. Архів оригіналу за 22 січня 2016. Процитовано 7 жовтня 2012.
2. ↑  Edguy Metal Hammer Suchergebnis (German) . Metal Hammer. March 1998. Архів оригіналу за 18 жовтня 2012. Процитовано 7 жовтня 2012. [Архівовано 2024-05-26 у Archive.is]
3. ↑  Edguy - Vain Glory Opera. Encyclopaedia Metallum. Архів оригіналу за 5 січня 2016. Процитовано 7 жовтня 2012.